# Carl Johan Hjelm
Carl Johan Hjelm, född 16 november 1771 i Falun, död 5 januari 1827 i Stockholm, var en svensk arkitekt, konstnär, tecknare och dekorationsmålare.
Han var son till bruksinspektorn Carl Henrik Hielm och Ulrica Sofia Thesslöf. Hjelm studerade dekorationsmåleri för Louis Jean Desprez vid Kungliga teaterns dekorationsateljé och upptog dennes stil inte bara i operadekorationer utan också i stora romantiska kompositioner i akvarell. När Desprez avskedades 1798 fortsatte han Desprez arbete med att överföra och förvanska Desprez skisser till Aeneas i Kartago 1799. Han blev kostymritare 1804 och efter Johan Gottlob Brusells avsked dekoratör och maskinmästare. Som bokillustratör utförde han några förlagor för gravyrplåtarna till Gustaf III :s skrifter. Bland hans teaterdekorationer kan nämnas de till Feodor och Maria 1819, Preciösa 1824, Snöfallet 1825 och Två engelsmän. Som arkitekt bearbetade han Carl Fredrik Sundvalls ritningar till Uppsala universitetsbibliotek där han mjukade upp den strängt klassicistiska fasaden genom att förse den med en rikare dekor. Han erhöll professors titel och var sedan 1805 ledamot av Konstakademien och medverkade i akademiens konstutställningar 1806–1897 och 1809. Hjelm är representerad i Kungliga slottets samlingar, vid Nationalmuseum, Scenkonstmuseet, Uppsala universitetsbibliotek och med oljemålningen Roms brand på Utrikesdepartementet.